# David Graeber
David Rolfe Graeber (/ˈɡreɪbər/) (født 12. februar 1961, død 2. september 2020) var en amerikansk forfatter, antropolog og anarkist. Han har skrevet et antal bøger, hvoraf den bedst kendte er Debt: The First 5,000 years fra 2011. 
I begyndelsen af årtusindet deltog Graeber i alter-globaliseringsbevægelsens protester for gældsfrigivelse af fattige lande, og han var kritisk over for institutioner som IMF.  Efterfølgende var han aktiv i Occupy-bevægelsen.
Graeber var ansat på Goldsmiths, University of London. Han var tidligere ansat som adjunkt i antropologi på Yale University, men i 2007 afviste Yale under stort postyr at genansætte ham.